# Kristian Yustre
Yustre  Rodríguez est un nom espagnol. Le premier nom de famille, en général paternel, est Yustre ; le second, en général maternel, souvent omis, est Rodríguez.
Kristian Javier Yustre Rodríguez, né le 26 novembre 1993 à Acevedo (Huila), est un coureur cycliste colombien.

## Biographie
En début d'année 2017, Kristian Yustre termine huitième d'une étape du Tour du Táchira, sous les couleurs de la formation mexicaine Arenas Tlaxcala. Il tente ensuite sa chance en Europe en signant à l'UC Pistoiese, un club toscan. Bon grimpeur, il remporte la Coppa San Sabino et obtient diverses places d'honneur chez les amateurs italiens. 
Il rejoint l'équipe continentale Amore & Vita-Prodir en 2018.

## Palmarès
- 2014
  - 1re étape de la Vuelta al Putumayo[4]
- 2017
  - Coppa San Sabino
  - 3e du Trophée Rigoberto Lamonica

## Classements mondiaux
| Année            | 2019 |
| ---------------- | ---- |
| UCI America Tour | 468e |